# Ipomoea gigantea
Ipomoea gigantea är en vindeväxtart som först beskrevs av Silva Manso, och fick sitt nu gällande namn av Jacques Denys Denis Choisy. Ipomoea gigantea ingår i släktet praktvindor, och familjen vindeväxter. Inga underarter finns listade i Catalogue of Life.